# Liesgrassnuitmot
De liesgrassnuitmot (Donacaula forficella) is een vlinder uit de familie grasmotten (Crambidae). De spanwijdte van de vlinder bedraagt tussen de 25 en 30 millimeter. De imago kent geslachtsdimorfie, de donkere streep over de voorvleugel van het mannetje ontbreekt bij het vrouwtje.

## Waardplanten
De liesgrassnuitmot heeft zegge, liesgras en riet als waardplanten.

## Voorkomen in Nederland en België
De liesgrassnuitmot is in Nederland een algemene soort en in België een soort die vooral in het noorden en het uiterste zuiden wordt gevonden. De soort kent één generatie die vliegt van eind mei tot september.